# Jef Coolen
Jef Coolen (* 7. Oktober 1944 in Beerse; † 29. Januar 2016 in Rijkevorsel) war ein belgischer Jazztrompeter (auch Flügelhorn).

## Leben und wirken
Coolen spielte im Laufe seiner Musikerkarriere in verschiedenen Bigbands und arbeitete mit Jazz- und Popmusikern, wie Donna Summer. Er gehörte dem BRT Jazzorkest unter Leitung von Etienne Verschueren an, zu hören auf dessen Album Belgian Swing Jazz 1935-1945, das 1983 entstand. Ferner spielte er als Solist mit der René Beckers Big Band (On the Move), in der BRT Big Band und dem Max Greger Orchester. Er tourte außerdem mit Shirley Bassey, Julio Iglesias, Natalie Cole und Andy Williams. Im Bereich des Jazz war er zwischen 1981 und 1986 an fünf Aufnahmesessions beteiligt.